# 三好徹
三好 徹（みよし とおる、1931年1月7日  - 2021年4月3日）は、日本のジャーナリスト、作家。東京生まれ。推理小説、スパイ小説、歴史小説などを発表した。本名は河上 雄三。

## 経歴と作品

### 生い立ちと作家デビュー
小学生時代は「雷電為右衛門」などの少年講談や推理小説を愛読。旧制中学校1年の時に陸軍幼年学校を目指したが不合格、2年修了時に合格して、14歳で第二志望だった名古屋陸軍幼年学校に入学した。東京幼年学校の同期に西村京太郎、名古屋幼年学校の2期上に加賀乙彦がいた。敗戦で元の学校に戻り、東京府立第一商業学校(現・東京都立第一商業高等学校)卒業後、横浜高等商業学校（在学中に横浜国立大学経済学部に改名）に進学、卒業後1950年、読売新聞社に入社。
入社後、横浜支局を経て本社地方部に勤務。同部で上司と対立し、水戸支局へ左遷される。1952年に肺結核と診断され7ヶ月間通院、1955年に東村山の結核療養所に2年間入院し、その間にカフカやカミュ、サルトルを読んで衝撃を受けた。その後、読売の先輩である菊村到の勧めで記者をしながら小説を書き、また同僚だった佐野洋の影響で推理小説に向かった。1959年、『遠い声』にて文學界新人賞次席（三好漠名義）。本名で『大学の裏窓』刊行の後、1960年、長編推理小説『光と影』で作家デビュー。また1960年の安保闘争の際に、読者投書の特集紙面で「国民の「声なき声」をここに紹介する」と書いたのが三好で、投書の大半は政府の退陣を求めていたが、岸信介は「声なき声」は政府を支持していると述べて、流行語になった。

### 執筆活動
1966年に『風塵地帯』で日本推理作家協会賞を受賞し、読売新聞を退職し作家専業となる。「聖少女」で直木賞受賞（1967年下半期（1968年1月））、以後推理小説、スパイ小説等多数の作品を執筆。
子母沢寛『新撰組始末記』を読んで坂本龍馬暗殺に興味を持ち、これを推理小説仕立てにした「龍馬暗殺異聞」を直木賞受賞後の第一作として発表、続いて伊藤博文暗殺に関する「博文暗殺」などの歴史を題材にした推理小説を書き、その後も幕末・明治期を舞台にした歴史小説、元勲や政治家の伝記小説を多く書くようになる。
「風の四部作」と呼ばれるスパイ小説、インドネシアで起きた軍事クーデター（9月30日事件）を背景に、国際諜報戦争に巻き込まれていく新聞記者の視点で描かれた『風塵地帯』（1966年）、キューバを舞台にした『風は故郷に向かう』（1963年）、中近東を舞台にした『風に消えた男』（1965年）、『風葬戦線』（1967年）は、日本における国際スパイ小説の先鞭をつけたとされる（郷原宏）。スパイ小説としては、『外套と短剣』『海と弾痕』『生けるものは銀』『地下の戦士』『独裁者の密使』がある。
また推理小説の「天使」シリーズ40数編があり、これは1968年発表の「迷子の天使」に始まる短編小説群で、作者がかつて経験した新聞社の横浜支局の警察回りの新聞記者を主人公としており、同じ主人公による長編『汚れた海』『天使が消えた』がある。この一人称の主人公「私」には名前がなく、これはダシール・ハメットのハードボイルド小説に登場する探偵コンチネンタル・オプを意識にしている。1964年の「ナポレオンの遺髪」はイギリスの科学雑誌にヒントを得たもので、エラリー・クイーン編『日本文芸推理12選』（1978年）にも収録され、クイーンにより「自らの作品の文学性に常に関心を払い、作りもののトリックやギミックをさけて、リアリスティックな構成を心掛けている」と評された。1965年頃から経済小説も執筆し、『宴会屋半平』（1976年）『小説総会屋』（1978年）、『小説投機』（1978年）などがある。
ロングセラー『チェ・ゲバラ伝』以来、近現代史を主題とする歴史小説にも取り組む。1982年から『週刊ヤングジャンプ』に、二・二六事件から終戦までの昭和史『興亡と夢』を連載。少年時代から吉川英治などによる『三国志』を愛読していたが、曹操の作った詩「老驥伏櫪 志在千里」を読んで曹操を中心にした『三国志』を書きたいと考え、『三国志演義』を元にした『興亡三国志』を、『ビジネスジャンプ』誌で1987-97年に連載した。日本ペンクラブ理事。1979-81年に日本推理作家協会理事長。
趣味の囲碁は、戦後すぐの頃に父から教えられ、1971年に文壇本因坊になるほどの棋力で、読売新聞時代に「石心子」のペンネームで観戦記を書いたこともある。プロ棋士についてのノンフィクション『五人の棋士』や、関西棋院の創設者橋本宇太郎の評伝「反骨の男」（『闘う男たち』所収）などもある。囲碁界への貢献により、2006年第36回大倉喜七郎賞を受賞した。
またゴルフに関する著作もある。
元検事で弁護士の河上和雄は弟。
2021年4月3日、誤嚥性肺炎のために死去。90歳没。

## 作品
1977年に朝日新聞に『決断の時』を連載する際の予告インタビューでは、「小説は花も実もある嘘八百だ」「いい小説は同時に大衆娯楽作品でもなければならない。ヘミングウェイも、ある意味ではドストエフスキーも、そういう側面を備えていた」と、自身の文学観を語った。また「わたしは歴史小説に題材を求めた作品を書くとき、自分がジャーナリストだったことと決して無関係ではないと思うが、この歴史の流れと主人公との関わりを考えている」と語った。同じ読売の後輩である本田靖春によれば、もともとは社会部記者を希望していた。直木賞を受賞し、作家として大成した後も、『おれは、小説はさほど上手いとは思わないが、新聞記者としては東京で五本の指に入る』と嘯いていたという。『光と影』や『風塵地帯』以来、スパイ小説、推理小説では主人公が新聞記者である作品が多いのも特徴で、『まむしの周六』『ジャーナリスト列伝』など新聞記者に関する評伝もある。『コンピュータの身代金』『モナ・リザの身代金』『オリンピックの身代金』の身代金シリーズは、天才犯罪者による企業や政府などの大組織を相手にした犯罪小説だが、この中には現代のマスコミへの批判も込められている。
特捜検事シリーズは、ロッキード事件で東京地検特捜部がクローズアップされる3年ほど前から発表されていたが、「そういう痛快な捜査をするわけではなく」「ごく日常的な市井の事件に取り組んでいる」（中公文庫版あとがき 1980年）と言うように、個人から告訴された事件についての、立花検事の捜査と推理を描いている。
新選組の沖田総司を題材に、幕末からの「価値観の転倒が起きた濃密な何年かの年月」の青春を描こうとした『六月は真紅の薔薇』は、60年安保の時に愛唱された作者不詳の詩の一節を題名にし、自分たちの戦後の青春を重ね合わせており、またこの時代の人物としては土方歳三、高杉晋作、板垣退助、中村半次郎（桐野利秋）などを扱った作品がある。明治以降の近現代史の人物評伝として、『政商伝』では三野村利左衛門、五代友厚、岩崎弥太郎、大倉喜八郎、古河市兵衛、中野梧一を取り上げ、『へんくつ一代』『日本宰相伝』『近代ジャーナリスト列伝』『闘う男たち』『明治に名参謀ありて』などがある。

### 著作リスト
- 『大学の裏窓』河上雄三 文学評論社 1957
- 『光と影』光文社(カッパ・ノベルス) 1960　のち集英社文庫
- 『死んだ時代』光風社 1961
- 『炎の街』雪華社 1961
- 『海の沈黙』三一書房 1962 のち集英社文庫
- 『大いなる弔鐘』桃源社 1962
- 『乾いた季節』河出書房新社 1962
- 『美の復讐 狩野洛山真贋事件』新潮社 1963
- 『別れに愛を』文藝春秋新社(ポケット文春) 1963
- 『風は故郷に向う』早川書房(日本ミステリ・シリーズ) 1963 のち中公文庫
- 『ナポレオンの遺髪』宝石社 1964
- 『虹の廃墟』学習研究社, 1964
- 『モノをいう実力』三一新書, 1965
- 『黎明の時』講談社, 1965
- 『風に消えた男』角川書店, 1965 のち文庫、「風に消えたスパイ」と改題、中公文庫
- 『野望の猟犬』光文社(カッパ・ノベルス) 1965　のち集英社文庫
- 『風塵地帯』三一書房 1966 のち角川文庫、中公文庫、双葉文庫
- 『夜の仮面』東京文芸社, 1966 のち徳間文庫
- 『柔肌の罠 国際スパイ小説作品集』三一書房, 1967
- 『風葬戦線』三一書房 1967　のち角川文庫、中公文庫
- 『閃光の遺産』読売新聞社, 1967 のち角川文庫、文春文庫
- 『円形の賭け』光文社(カッパ・ノベルス) 1967　のち角川文庫、徳間文庫
- 『賭ける』報知新聞社, 1967
- 『聖少女』文藝春秋, 1968 のち文庫
- 『帰らざる夜』講談社, 1968　のち文庫
- 『雀鬼』文藝春秋(ポケット文春) 1968　のち集英社文庫
- 『異国の空の下で』読売新聞社, 1968 のち角川文庫
- 『地下の傷痕』桃源社 1968
- 『火の影』青樹社, 1968
- 『禁じられた華壇』毎日新聞社, 1969 のち集英社文庫
- 『竜馬暗殺異聞』文藝春秋, 1969 のち徳間文庫
- 『天使の葬列』桃源社, 1969
- 『生けるものは銀』講談社 1969 のち文庫、徳間文庫
- 『天使の裁き』桃源社 1969 のち集英社文庫
- 『虚傑伝』中央公論社 1970
- 『千金の夢』光文社(カッパ・ノベルス) 1970　のち徳間文庫
- 『遥かなる男』文藝春秋(ポケット文春) 1970　のち集英社文庫
- 『迷路の空』東京文芸社 1970
- 『男が賭けるとき』文藝春秋(ポケット文春) 1970
- 『自由の死』集英社, 1970
- 『チェ・ゲバラ伝』文藝春秋 1971 のち文庫、原書房から復刊
- 『小説ラストボロフ事件』講談社 1971 のち文庫
- 『追跡』全6巻　毎日新聞社 1971-73 のち講談社文庫
- 『汚れた海』中央公論社, 1971 のち文庫、集英社文庫
- 『闇の中の仮面』講談社 1971 「殺人者の肖像」徳間文庫
- 『天使が消えた』光文社(カッパ・ノベルス) 1972　のち角川文庫、中公文庫
- 『傲骨の人』中央公論社, 1972
- 『私説・沖田総司』中央公論社, 1972 のち文庫、学陽書房人物文庫、学研M文庫
- 『日本の赤い星 人物日本共産党史』講談社, 1973
- 『黎明の時』東邦出版社 1973
- 『外套と短剣』光文社(カッパ・ノベルス) 1973　のち講談社文庫
- 『野望の果実』実業之日本社, 1973 のち角川文庫、光文社文庫
- 『消えた蜜月』サンケイ新聞社出版局, 1973 のち徳間文庫
- 『帰ってきた鬼女 殺人民話集』双葉社, 1974 「断崖の死角」と改題、文春文庫
- 『暗号名は砂漠の鷹』講談社 1974 のち文庫
- 『女役座一代 戦後人物誌-北村サヨ伝』読売新聞社 1975 「戦後人物誌」文春文庫
- 『六月は真紅の薔薇 小説沖田総司』講談社 1975（『週刊現代』1974年6月-1975年8月） のち文庫、学陽書房人物文庫「沖田総司」と改題[19]
- 『五人の棋士』講談社 1975 のち文庫
- 『源三郎武辺帖』ベストブック社, 1975 のち徳間文庫
- 『暗殺秘録』角川文庫, 1975
- 『海と弾痕』読売新聞社, 1976 のち文春文庫
- 『総会屋志願』日本経済新聞社, 1976 のち集英社文庫
- 『ふたりの真犯人 三億円の謎』光文社(カッパ・ノベルス) 1976　「三億円事件の謎」と改題、文春文庫
- 『幻の美女』祥伝社(ノン・ノベル) 1976　のち集英社文庫
- 『宴会屋半平』日本経済新聞社 1976 のち徳間文庫
- 『悪人への貢物』光文社(カッパ・ノベルス) 1977　のち文春文庫
- 『旅人たちの墓石』角川書店 1977 のち徳間文庫
- 『まむしの周六 万朝報物語』中央公論社, 1977　のち文庫（黒岩涙香伝）
- 『小説投機』実業之日本社 1978 のち集英社文庫
- 『決断の時』朝日新聞社 1978（『朝日新聞』1977年8月1日-1978年3月11日） のち文春文庫
- 「特捜検事」シリーズ
  - 『特捜検事』中央公論社 1978 のち文庫
  - 『続・特捜検事』中央公論社 1980 のち文庫
  - 『他人の星 特捜検事3』中央公論社 1985
  - 『特捜検事4 悪夢の遺産』中央公論社 1988
- 『小説総会屋』光文社 1978 のち集英社文庫
- 『燃える大地』前後篇 角川文庫 1978 のち徳間文庫
- 『身上相談の女』講談社 1978 「殺しの招待状」徳間文庫
- 『1339勝の孤独』集英社 1979
- 『戦う男たち 戦後対決史』講談社 1979年（『小説現代』1977年2月-1978年9月）改題『闘う男たち 戦後対決史』講談社文庫 1987年
- 『革命浪人 滔天と孫文』中央公論社 1979（『歴史と人物』1978年5月-1979年12月） のち文庫
- 『遠い旅珍しい果実』講談社 1980（エッセイ集）
- 『狙撃者たちの夏 サミット・コンフィデンシャル』文藝春秋 1980 のち文庫
- 『地下の戦士』光文社 1980 のち文庫
- 『商戦』集英社 1980 のち文庫
- 『叛骨の人』新潮社 1980 のち「大江卓」と改題、学陽書房人物文庫
- 『民法のことがわかる本』日本実業出版社 1980
- 『海外駐在員』実業之日本社 1980 のち集英社文庫
- 『夕陽と怒濤』光文社 1980 文春文庫、「松岡洋右」と改題、学陽書房人物文庫
- 『それぞれの門』光文社 1981 のち文庫
- 『欲望の棲む街』講談社 1981 「欲望の構図」徳間文庫
- 『コンピュータの身代金』光文社(カッパ・ノベルス) 1981　のち文庫
- 『殺意のアラベスク』中央公論社 1981 のち文庫
- 『暁に帰る』文藝春秋 1982
- 『天馬の如く 近代ジャーナリスト物語』中央公論社 1982「近代ジャーナリスト列伝」と改題、文庫
- 『帝王が消えた日』新潮社 1982 のち文庫
- 『遥かな道内なる旅』講談社 1982（エッセイ集）
- 『鉄人たちの掟』徳間書店 1982 のち文庫
- 『真夜中の散歩』光文社 1983（エッセイ集）
- 『モナ・リザの身代金』光文社(カッパ・ノベルス) 1983　のち文庫
- 『大撃墜』文藝春秋 1984 のち光文社文庫
- 『孤雲去りて』講談社 1984 のち『板垣退助』と改題、学陽書房人物文庫
- 『戦士たちの休息』集英社 1984 のち文庫
- 『オリンピックの身代金』光文社(カッパ・ノベルス) 1984　のち文庫
- 「銀座警察」シリーズ
  - 『銀座警察25時』実業之日本社 1985 のち光文社文庫
  - 『銀座警察殺人課』光文社 1987 のち文庫
  - 『銀座警察捜査線』光文社(カッパ・ノベルス) 1990　のち文庫
  - 『銀座警察無頼刑事』光文社(カッパ・ノベルス) 1993
- 『さらば新選組』光文社 1985 のち文庫
- 『興亡と夢 戦火の昭和史』全5巻 集英社 1986 のち文庫
- 『白昼の迷路』文藝春秋 1986 のち文庫
- 『えんぴつ稼業』徳間文庫 1986
- 『特ダネ哀歌』徳間文庫 1986
- 『ビッグマネー』サンケイ出版 1987 のち講談社文庫
- 『聖母の復讐』徳間書店 1987 のち文庫
- 『テロリスト伝説』実業之日本社 1987 のち集英社文庫
- 『高杉晋作』学習研究社 1988 のち学陽書房人物文庫、学研M文庫
- 『戦士の賦 土方歳三の生と死』秋田書店 1988（『歴史と旅』1984年11月-1988年3月） のち集英社文庫、「土方歳三」と改題、学陽書房人物文庫、学研M文庫
- 『評伝緒方竹虎 激動の昭和を生きた保守政治家』岩波書店 1988 のち現代文庫
- 『独裁者の密使』双葉社 1988 のち文庫
- 『風の旅心の地図』三一書房 1989（エッセイ集）
- 『仮面の聖母』徳間書店 1989 のち文庫
- 『愛と死の空路』実業之日本社 1989 のち集英社文庫
- 『へんくつ一代』講談社 1989 のち文庫（柳原白蓮、大杉栄などの列伝）（『小説現代』1974-89年）
- 『殺人者は誇りを持つ』光文社(カッパ・ノベルス) 1989　のち文庫
- 『青雲を行く』三一書房 1990 のち集英社文庫「桐野利秋」と改題、学陽書房人物文庫
- 『戦士よ、眠れ』双葉社 1991 のち文庫
- 『開眼のゴルフ』プレジデント社 1991
- 『幸運な志士 若き日の元勲たち』徳間書店 1992 のち文庫
- 『オーガスタの罠』双葉社 1992 のち文庫
- 『犯罪ストリート』集英社 1992年（短編集）
- 『政商伝』講談社 1993（『小説現代』1990年5月-1992年9月） のち文庫（三野村利左衛門、五代友厚、岩崎弥太郎、大倉喜八郎、古河市兵衛、中野梧一）
- 『大空港25時』実業之日本社(Joy novels) 1993
- 『運命の児 日本宰相伝』徳間書店 1994 のち文庫
- 『最後の狙撃者』双葉社 1994　のち文庫
- 『貴族の娘』集英社 1995 のち文庫
- 『史伝伊藤博文』徳間書店 1995 のち文庫
- 『ゴルフ互苦楽ノート』広済堂出版, 1996
- 『誰が竜馬を殺したか 幕末秘史』光文社(カッパ・ノベルス) 1996　のち文庫
- 『謎の参議暗殺 明治暗殺秘史』実業之日本社, 1996
- 『興亡三国志』全5巻 集英社, 1997 のち文庫
- 『密計の荒野』双葉社 1997 のち文庫
- 『幕末・明治陰の主役たち』日本放送出版協会(NHKライブラリー) 1997
- 『徳川慶喜』学陽書房(人物文庫) 1997
- 『幕末水滸伝 剣客たちの青春』光文社(カッパ・ノベルス) 1998　のち文庫
- 『パピヨンの身代金』光文社(カッパ・ノベルス) 1999　のち文庫
- 『旅の夢異国の空』創樹社 1999
- 『明治に名参謀ありて』小学館 1999年（『SAPIO』1997年8月27日-1998年10月28日）
- 『妖婦の伝説』実業之日本社 2000 のち集英社文庫
- 『三国志外伝』光文社 2003　のち文庫
- 『史伝新選組』光文社 2004 のち文庫
- 『政・財腐蝕の100年』講談社 2004　のち文庫
- 『三国志傑物伝』光文社 2006　のち文庫
- 『政・財腐蝕の100年 大正編』講談社 2006　のち文庫　2012
- 『男たちの決闘 昭和の名勝負伝』実業之日本社 2006
- 『ゴルフの大事』中部銀次郎共著 ゴルフダイジェスト社 2006
- 『文壇ゴルフ覚え書』集英社 2008
- 『侍たちの異郷の夢 幕末長崎物語』光文社　2008　のち文庫
- 『中部銀次郎のゴルフ哲学』日本経済新聞出版社 日経プレミアシリーズ 2011
- 『三国志激戦録』光文社 2011　のち文庫
- 『大正ロマンの真実』原書房 2014

### 翻訳
- チェ・ゲバラ『革命戦争の日日』集英社文庫 1982
- ボブ・ホープ、ドゥエイン・ネトランド『ボブ・ホープのフェアウエー回想録』JICC出版局 1990

### 作品集
- 講談社文庫「天使」全作品『1 天使の唄』『2 天使の復習』『3 迷子の天使』『4 天使の祈り』『5 黒い天使』『6 汚れた天使』1977-78年
- 集英社文庫 天使シリーズ『1 汚れた天使』『2 天使の裁き』『3 天使の弔鐘』『4 黒い天使』『5 天使の匕首』『6 天使の復讐』1989年